# Emploi-collectivités
 (avril 2025).
Motif : Où sont les sources secondaires, centrées et indépendantes qui montrent que les critères d'admissibilité sont atteints ? Comment ce site est-il financé ? Les mentions dans des médias nationaux (Le Figaro, 20 Minutes, Les Échos Start) et d’institutions publiques (France Travail, Université de Strasbourg) ne suffisent pas.
- Archive Wikiwix
- Bing
- Cairn
- DuckDuckGo
- E. Universalis
- Gallica
- Google
- G. Books
- G. News
- G. Scholar
- Persée
- Qwant
- (zh) Baidu
- (ru) Yandex

| 1. | Préciser le motif de la pose du bandeau. | Précisez le motif de la pose du bandeau en utilisant la syntaxe suivante : {{admissibilité à vérifier\|date=août 2025\|motif=remplacez ce texte par le motif}}                            |
| 2. | Informer les utilisateurs concernés.     | Pensez à avertir le créateur de l'article, par exemple, en insérant le code ci-dessous sur sa page de discussion : {{subst:avertissement admissibilité à vérifier\|Emploi-collectivités}} |

 (juillet 2025).
Il peut être nécessaire de l'améliorer pour respecter le principe de neutralité de point de vue. Veuillez consulter la page de discussion pour plus de détails.

 (avril 2025).
Emploi-Collectivités est un site web français lancé en 2006, spécialisé dans la diffusion d’offres d’emploi issues principalement de la fonction publique territoriale. Il propose également des annonces relevant des autres versants de la fonction publique ainsi que des ressources à destination des candidats et des collectivités. Il est mentionné parmi les sites de référence pour la recherche d’emploi public par plusieurs médias généralistes et professionnels,.

## Historique
Créé en 2006, Emploi-Collectivités accompagne la dématérialisation progressive des processus de recrutement dans les collectivités territoriales. Le site s’adresse en particulier aux petites et moyennes collectivités souhaitant accéder à des outils numériques pour la publication et la gestion de leurs offres.
En 2019, un partenariat est conclu avec le SNDGCT autour de la valorisation des métiers territoriaux.
En 2020, l’Association des maires de France (AMF) relaie une campagne conjointe permettant aux communes de publier gratuitement certaines offres d’emploi fonctionnel sur la plateforme.
En 2023, Emploi-Collectivités publie une étude sur l’emploi des personnes en situation de handicap dans les collectivités. Cette enquête s’inscrit dans un contexte plus large de suivi des obligations d’emploi issues de la loi de 2005. Elle met en lumière plusieurs freins, notamment le manque d’aménagement des postes, la formation insuffisante et la sensibilisation encore limitée des encadrants.

## Activités

### Offres d’emploi
Emploi-Collectivités agrège des offres issues des trois versants de la fonction publique : territoriale, hospitalière et d’État, ainsi que de la Ville de Paris. La majorité des annonces sont publiées par des collectivités locales. L’activité du site s’inscrit dans un environnement où la fonction publique territoriale reste un secteur dynamique en matière d’embauche,.

### Ressources pour les candidats
La plateforme propose un ensemble d’outils pour faciliter l’orientation professionnelle :
- Fiches métiers et carrières
- Grilles indiciaires à jour des trois fonctions publiques, en complément de celles disponibles sur Légifrance[9],[10]
- Guides pratiques sur le statut, les concours, la mobilité

### Services aux collectivités
Chaque employeur public peut bénéficier d’une page de présentation personnalisée mettant en avant son environnement de travail, ses métiers et ses offres en cours. Cette démarche est représentative de l’attention croissante portée à l’attractivité employeur dans le secteur public, enjeu souvent souligné par les professionnels RH,.
En 2025, Emploi-Collectivités annonce dépasser les 500 000 profils candidats, dont une part significative d’agents titulaires. La base de données est gérée dans le respect du RGPD.

## Forum et échanges
Un espace participatif permet aux agents, recruteurs et candidats de poser des questions relatives à la fonction publique. Les réponses sont données par des pairs ou des experts bénévoles.